# Gerhard Petritsch
Gerhard Petritsch (n. 2 septembrie 1940, Berchtesgaden, Bavaria, Germania) este un trăgător de tir ce a reprezentat Austria, medaliat olimpic. A participat la 4 ediții ale Jocurilor Olimpice (1972, 1976, 1980, 1984) în care a câștigat o medalie de bronz.